# Дивовижний чарівник країни Оз (фільм, 1910)
«Дивовижний чарівник країни Оз» (англ. The Wonderful Wizard of Oz) — американський німий фентезійний фільм-казка, в основу якого покладено книги Л.Ф. Баума про країну Оз.

## Сюжет
Фільм ілюструє окремі сцени з книги Френка Баума «Дивовижний чарівник країни Оз».
«Зустріч з чарівним опудалом». Дороті підходить до опудала і торкає його. Опудало починає говорити, і Дороті відв'язує його під безперервну балаканину. Коли вона закінчує свою роботу, опудало починає ходити. Дороті починає вертіти пристрій, зроблений з чотирьох палиць, розташованих горизонтально, прикріплених до вертикальної палиці, і збиває опудало з ніг. Після того, як дівчинка допомагає йому піднятися, опудало садить Дороті на стіг, ставить біля неї двох ослів, які постійно смикають ногами і забирається на стіг сам. У підсумку верхівка копиці падає на опудало й Дороті.
«Циклон». Стіг з Дороті, опудалом і ослами повільно рухається по землі під дією сильного вітру. Всюди літають банки та інші предмети, паркани майже повністю зруйновані.
«Прибуття в країну Оз». На землі лежить стіг. З-за нього вистрибують Дороті, опудало і осел. Вони вирушають досліджувати місцевість, в яку їх закинула доля. Через 2 секунди з-під копиці вистрибує інший осел і кидається наздоганяти Дороті й опудало.
«Чарівниця Момба стверджує свою владу в межах країни Оз». У палаці по килимовій доріжці, пританцьовуючи, проходять пажі. Але ось вони зупиняються, розступаються, потім знову змикаються і йдуть назад. Пан щось обговорює з жінкою і показує їй лист. Пан хоче копнути жінку, але та тікає, і пан падає на підлогу.
«Хороша Глінда перетворює Тото на справжнього захисника». В той час, як Дороті грає зі своїм песиком на прізвисько Тото, до неї підкрадається тигр. З кущів піднімається добра чарівниця Глінда і перетворює Тото на добермана. Він нападає на тигра, а опудало снує поруч, одночасно боячись тигра і показуючи свою хоробрість. Пізніше тигр приєднується до Дороті.
«Дороті змащує маслом іржавого Бляшаного Лісоруба, і той доводить їй свою вдячність». Дороті, опудало, два осли, тигр і Тото виявляють Бляшаного Лісоруба, який нерухомо стоїть неподалік від дерева з сокирою в руці. Його намагаються розбудити, але безуспішно. Нарешті Дороті змащує Бляшаного Лісоруба маслом, і той починає рухатися. Більше всіх його боїться опудало, перед обличчям якого Дроворуб не раз змахнув сокирою. Дроворуб грає на флейті, і всі танцюють, а коли починає танцювати Дороті, всі розступаються. Бляшаний Дроворуб приєднується до них.
«Наші друзі вперше зустрічають чарівницю Момбу». Дороті з друзями біжать і раптом помічають хатину. З неї вибігають стражники і хапають їх, а над стражниками підноситься чарівниця Момба.
«Дороті дізнається, що вода смертельна для Момби». Після того, як Дороті обливає Момбу водою та вся зморщується і зникає. Еллі з друзями тікає.
«Дороті допомагає Смарагдовому місту вимагати корону». Дороті з друзями заходять у Смарагдове місто.
«Чарівник вільний. Опудало стає королем». Дороті у чарівника Смарагдового міста.
«Чарівник готується до битви». Дороті просить чарівника повернути її додому, але той лише сміється над її проханням.
«Чарівник прощається з країною Оз». Чарівник сідає в гондолу і намагається злетіти, однак гондола весь час тягне вниз. Чарівник викидає непотрібні речі, і повітряна куля летить, залишивши Дороті в Смарагдовому місті.

## В ролях
- Бібі Данієлс
- Юджин Бессерер — тітка Ем

## Цікаві факти
- Не існує одностайної думки, хто цей фільм поставив і хто в ньому знявся. Марк Еван Шварц зазначає, що дуже малоймовірно, щоб Отіс Тернер і Бібі Данієлс разом працювали над фільмом, оскільки вони перебували в різних куточках країни (Тернер — в Чикаго, Деніелс — у Каліфорнії).
- Це друга екранізація роману Френка Баума. Перша, повнометражна, була знята в 1908 році і називалася «Чарівна фея і радіо-п'єси»

## Інші фільми серії
У фільму були продовження, які вийшли також вийшли 1910, але вважажються втраченими:
- «Дороті й опудало в країні Оз»;
- «Країна Оз»;
- «Джон Додж і Херувим».